# Cocotropus larvatus
Cocotropus larvatus is een straalvinnige vissensoort uit de familie van fluweelvissen (Aploactinidae). De wetenschappelijke naam van de soort is voor het eerst geldig gepubliceerd in 1987 door Poss & Allen.